# Guyana Prize for Literature
Guyana Prize for Literature – gujańska nagroda literacka ufundowana w 1987 roku przez ówczesnego prezydenta Hugh Desmonda Hoyte w celu promocji literatury autorów z Gujany i Karaibów a także propagowania czytelnictwa i rozwoju twórczego wśród Gujańczyków.

## Opis
Gujańskie nagrody literackie nagrody przyznawane są co dwa lata. Początkowo przyznawane były za prozę i poezję a także za debiut w tych kategoriach.  2 listopada 2010 roku rząd Gujany poinformował komitet zarządzający nagrodą, że przekaże fundusze na rozszerzeniu nagród o kategorię dramat oraz Guyana Prize for Literature Caribbean Award, począwszy od roku 2010. Nagrody przeznaczone są za wydane książki w języku angielskim dla obywateli krajów karaibskich: CARICOM (Karaibska Wspólnota i Wspólny Rynek), Commonwealth Caribbean, Antyli Holenderskich.
Instytucją zarządzającą przyznawanie nagród literackich, w imieniu prezydenta Gujany, jest University of Guyana, wyznacza Management Committee, który ocenia i wybiera zwycięzców, ogłasza też listę nominowanych autorów. Wyznacza też termin Awards Ceremony i odpowiada za jej organizację. Dokumenty firmowane są logiem uniwersytetu.

## Lista nagrodzonych

### Lata 1987-2000
| Rok  | Laureat            | Tytuł książki                  | Guyana Prize for Literature | Uwagi  |
| ---- | ------------------ | ------------------------------ | --------------------------- | ------ |
| 1987 | Harold Bascom      | Apata                          | Proza                       | [ 8 ]  |
| 1987 | Beryl Gilroy       | Frangipani House               | Proza                       | [ 8 ]  |
| 1987 | Wilson Harris      | Carnival                       | Proza                       | [ 8 ]  |
| 1987 | Rooplall Monar     | Backdam People                 | Proza                       | [ 8 ]  |
| 1987 | Grace Nichols      | Whole of a Morning Sky         | Proza                       | [ 8 ]  |
| 1987 | Jan Shinebourne    | Timepiece                      | Proza                       | [ 8 ]  |
| 1987 | John Agard         | Mangoes and Bullets            | Poezja                      | [ 8 ]  |
| 1987 | Cyril Dabydeen     | Islands Lovelier than a Vision | Poezja                      | [ 8 ]  |
| 1987 | Fred D'Aguiar      | Mama Dot                       | Poezja                      | [ 8 ]  |
| 1987 | Marc Matthews      | Guyana My Altar                | Poezja                      | [ 8 ]  |
| 1987 | Rooplall Monar     | Koker                          | Poezja                      | [ 8 ]  |
| 1987 | Milton Williams    | Years of Fighting Exile        | Poezja                      | [ 8 ]  |
| 1989 | Cyril Dabydeen     | To Monkey Jungle               | Proza                       | [ 9 ]  |
| 1989 | Beryl Gilroy       | Boy Sandwich                   | Proza                       | [ 9 ]  |
| 1989 | Roy Heath          | The Shadow Bride               | Proza                       | [ 9 ]  |
| 1989 | Angus Richmond     | The Open Prison                | Proza                       | [ 9 ]  |
| 1989 | Janice Shinebourne | The Last English Plantation    | Proza                       | [ 9 ]  |
| 1989 | Martin Carter      | Selected Poems                 | Poezja                      | [ 9 ]  |
| 1989 | Brian Chan         | Thief with a Leaf              | Poezja                      | [ 9 ]  |
| 1989 | David Dabydeen     | Coolie Odyssey                 | Poezja                      | [ 9 ]  |
| 1989 | Fred D'Aguiar      | Airy Hall                      | Poezja                      | [ 9 ]  |
| 1989 | Ian McDonald       | Mercy Ward                     | Poezja                      | [ 9 ]  |
| 1992 | David Dabydeen     | The Intended                   | Proza                       | [ 15 ] |
| 1992 | Ian McDonald       | Essequibo                      | Poezja                      | [ 10 ] |
| 1992 | Michael Gilkes     | A Pleasant Career              | Dramat                      | [ 10 ] |
| 1994 | Harold Bascom      | Two Wrongs                     | Dramat                      | [ 11 ] |
| 1994 | Fred D'Aguiar      | The Longest Memory             | Proza                       | [ 11 ] |
| 1994 | Mark McWatt        | The Language of Eldorado       | Poezja                      | [ 11 ] |
| 1996 | Grace Nichols      | Sunris                         | Poezja                      | [ 12 ] |
| 1996 | Denise Harris      | Web of Secrets                 | Proza                       | [ 12 ] |
| 1996 | Fred D'Aguiar      | Dear Future                    | Proza                       | [ 12 ] |
| 1996 | Harold Bascom      | Makantali                      | Dramat                      | [ 12 ] |
| 1998 | Pauline Melville   | The Ventriloquist’s Tale       | Proza                       | [ 13 ] |
| 1998 | Gokarran Sukhdeo   | The Silver Lining              | Proza                       | [ 13 ] |
| 1998 | Dennis Craig       | Near the Seashore              | Poezja                      | [ 13 ] |
| 1998 | John Agard         | From the Devil’s Pulpit        | Poezja                      | [ 13 ] |
| 1998 | Paloma Mohamed     | Duene                          | Dramat                      | [ 13 ] |
| 2000 | David Dabydeen     | A Harlot’s Progress            | Proza                       | [ 14 ] |
| 2000 | Paloma Mohamed     | Father of the Man              | Dramat                      | [ 14 ] |
| 2000 | John Agard         | Weblines                       | Poezja                      | [ 14 ] |
| 2000 | Raywat Deonandan   | Sweet like Salt Water          | Proza                       | [ 14 ] |
| 2000 | Maggie Harris      | Limbolands                     | Poezja                      | [ 14 ] |

### Lata 2001-2000
| Rok  | Laureat           | Tytuł książki               | Guyana Prize for Literature | Uwagi  |
| ---- | ----------------- | --------------------------- | --------------------------- | ------ |
| 2002 | Michael Gilkes    | Jonestown                   | Poezja                      | [ 16 ] |
| 2002 | Stanley Greaves   | Horizons                    | Poezja                      | [ 16 ] |
| 2002 | Ruel Johnson      | The Enormous Night          | Poezja                      | [ 16 ] |
| 2004 | Fred D'Aguiar     | Bethany Bettany             | Proza                       | [ 17 ] |
| 2004 | David Dabydeen    | Our Lady of Demerara        | Proza                       | [ 17 ] |
| 2004 | Paloma Mohamed    | Nancy Story                 | Dramat                      | [ 17 ] |
| 2004 | Ian McDonald      | Between Silence and Silence | Poezja                      | [ 17 ] |
| 2004 | Berkley Semple    | Lamplight Teller            | Poezja                      | [ 17 ] |
| 2006 | Ryhaan Shah       | A Silent Life               | Proza                       | [ 18 ] |
| 2006 | Cyril Dabydeen    | Drums of my Flesh           | Proza                       | [ 18 ] |
| 2006 | Clive Sankardayal | The Brown Curtains          | Proza                       | [ 18 ] |
| 2006 | Mark McWatt       | Suspended Sentences         | Proza                       | [ 18 ] |
| 2006 | Michael Gilkes    | The Last of the Redmen      | Dramat                      | [ 18 ] |
| 2006 | Ronan Blaze       | For Love of Aidana Soroya   | Dramat                      | [ 18 ] |
| 2006 | Elly Niland       | Cornerstones                | Poezja                      | [ 18 ] |
| 2006 | Berkeley Semple   | The Solo Flyer              | Poezja                      | [ 18 ] |
| 2008 | Grace Nichols     | Paint Me a Picture          | Poezja                      | [ 19 ] |

### Lata 2010-2014
| Rok  | Laureat               | Tytuł książki              | Guyana Prize for Literature | Guyana Prize for Literature Caribbean Award | Uwagi  |
| ---- | --------------------- | -------------------------- | --------------------------- | ------------------------------------------- | ------ |
| 2010 | Mark McWatt           | Journey to Le Repentir     | Poezja                      | Poezja                                      | [ 20 ] |
| 2010 | David Dabydeen        | Molly and the Muslim Stick | Proza                       | -                                           | [ 20 ] |
| 2010 | Myriam Chancy         | The Loneliness of Angels   | –                           | Proza                                       | [ 20 ] |
| 2010 | Harold Bascom         | Blank Document             | Dramat                      | -                                           | [ 20 ] |
| 2012 | Mark McWatt           | Journey to Le Repentir     | Poezja                      | Poezja                                      | [ 21 ] |
| 2012 | Ian McDonald          | The comfort of all things  | -                           | Poezja                                      | [ 21 ] |
| 2012 | Ruel Johnson          | Fictions                   | Proza                       | -                                           | [ 21 ] |
| 2012 | Chaitram Singh        | The February 23rd coup     | –                           | Proza                                       | [ 21 ] |
| 2012 | Telford, Mosa Mathifa | Sauda                      | Dramat                      | -                                           | [ 21 ] |
| 2014 | Stanley Niamatali     | The Hinterlands            | Poezja                      | -                                           | [ 22 ] |
| 2014 | Maggie Harris         | Sixty Years of Loving      | Poezja                      | -                                           | [ 22 ] |
| 2014 | Edward Baugh          | Black Sand                 | –                           | Poezja                                      | [ 22 ] |
| 2014 | David Dabydeen        | Johnsons Dictionary        | Proza                       | -                                           | [ 22 ] |
| 2014 | Subraj Singh          | Rebelle and other stories  | Proza                       | -                                           | [ 22 ] |
| 2014 | Barbara Jenkins       | Sic Transit Wagon          | –                           | Proza                                       | [ 22 ] |
| 2014 | Harold Bascom         | Desperate for Relevance    | Dramat                      | Dramat                                      | [ 22 ] |